# دیگو تابا
دیگو تابا (ژاپنی: 田場 ディエゴ؛ زادهٔ ۳۱ مهٔ ۱۹۹۶) یک بازیکن فوتبال اهل ژاپن است.
از باشگاه‌هایی که در آن بازی کرده‌است می‌توان به باشگاه ورزشی یوکوهاما اشاره کرد.